# Fou d'amour (téléfilm)
Pour les articles homonymes, voir Fou d'amour.

Fou d'amour (Madly in Love) est un téléfilm germano-suisse réalisé par Anna Luif (de) et diffusé en 2010.

## Fiche technique
- Titre original : Madly in Love
- Réalisation : Anna Luif
- Scénario : Eva Vitija-Scheidegger et Elke Rössler
- Musique : Balz Bachmann
- Photographie : Stephan Schuh
- Langue originale : allemand
- Durée : 80 minutes
- Date de diffusion :
  - France : 25 mai 2012 sur Arte

## Distribution
- Muraleetharan Sandrasegaram : Devan
- Laura Tonke : Leo
- Anton Ponrajah : Raja
- Sugeetha Srividdunupathy : Nisha
- Murali Perumal : Siva
- Christof Oswald : Franziska
- Stefan Kollmuss : le docteur
- Monica Amgwerd : Moni